# 蔡耀星
蔡耀星（1973年7月—2012年8月16日），臺灣花蓮縣秀林鄉太魯閣族人，畢業於花蓮縣立花崗國民中學、國立花蓮高級工業職業學校、大漢技術學院休閒運動管理系。在臺灣身障游泳比賽屢屢獲獎，譽為「無臂蛙王」。後因苦於生計收入，至溪邊撿玫瑰石換錢時意外身亡，享年39歲。

## 生平

### 早年生活
蔡耀星為秀林鄉民有村人，太魯閣族，生於1973年7月，排行老三。母親古月美生三女一男，其中長女幼時就在海邊玩水溺死。

### 立志向上
小學畢業後，蔡耀星先在機車行做了三年學徒，之後至中壢改學水電。十六歲時，他在電力公司打工時，誤觸12千伏高壓電。他送到好幾家大醫院都被拒收，直到進入空軍醫院撿回一條命。他因高壓電從左手貫穿心臟到右手，連動六次手術，雙手從肩部以下全被截肢。母親為照顧他，就在太魯閣國家公園管理處擔任清潔工，後又作看護。大他兩歲的姊姊蔡雪雲、在保七服務的姊夫梁義發也幫忙資助。
發生電擊意外遭截肢後，蔡耀星曾有兩三年自我封閉、怨天尤人。原先在醫院時，一位護士播放一名也是失去雙臂的中國大陸游泳選手的錄影帶，希望能重振他信心，但當時他未放在心上。後來友人邀他在海邊戲水時，發覺自己仍然能在海中浮游自如，才開始重拾信心，並立志要學習獨立生活、與要在殘障游泳運動為國爭光。當時住於新城鄉北埔村二姊家的他，常到太魯閣峽谷的神祕谷練游泳。父親因車禍去世後，母親改嫁，妹妹也遠嫁，一人獨居的他學會自己腳嘴並用煮飯炒菜。剛開始，他要以雙腳並用擠牙膏刷牙，就花費一整個月時才能運用自如。靠著特教輔導員陳素嬰等人的發掘，讓他從孤寂的角落中走出，參加身心障礙者運動會等競技活動中以找回自信心。
1996年，二十三歲的蔡耀星首次代表花蓮參加全國身心障礙國民運動會時，陳素嬰回憶他看起來很沒有自信的樣子，沒想到一下水竟一口氣奪得五十公尺和百公尺蛙式金牌，以及五十公尺仰式金牌。兩年後，又獲得蛙式五十、一百公尺冠軍，從此「無臂蛙王」之名亦不逕而走。2001年12月14到18日，他代表台灣參加阿根廷第十七屆國際殘障運動會游泳邀請賽，在肢障組百公尺蛙式獲金牌、兩百公尺混合式銅牌。
成名後的蔡耀星，在陳素嬰鼓勵下，藉著分享自己的故事，到全臺灣各校園演講，賺取一千到兩千元的演講費。又在陳素嬰引介下，蔡耀星教導同因職災而失去雙臂的呂曉文，如何用雙腳、嘴來吃飯、穿衣、寫字、洗澡等生活技能，以及游泳技巧。

### 繼續升學
得知蔡耀星有早年失學渴盼唸書的心願後，陳素嬰便透過縣婦女會、崇他社等社團，輔導就讀花崗國中補校。一次蔡耀星演講，婦聯會主委辜嚴倬雲聽到感動落淚，遂決定以每個月五千元幫助他完成六年補校學業。此份每個月五千元的補助，是來自中華民國婦女聯合會社福基金。1999年8月10日，中華民國原住民族委員會主委華加志頒獎給蔡耀星與其他原住民貧困學生。
2002年，蔡耀星決定繼續升學，考取花蓮高工夜間部，當年8月30日入學。2003年1月，他以腳代手參加電腦硬體裝修丙級檢定考試通過。2003年9月21日，獲頒周大觀基金會的周大觀生命獎。2005年6月14日，花蓮高工畢業。
原先總統陳水扁已幫忙找到遠雄海洋公園的解說工作，但蔡耀星繼續升學而就讀大漢技術學院。

### 收入不順
蔡耀星除所得的獎項不足以支撐經濟，加上已改嫁的母親有財產而不符低收入戶資格，只能藉由短期就業方案中謀生、靠每月約殘障津貼與慈濟救助金，導致罹患憂鬱症，開始酗酒。由於蔡家是慈濟關懷戶，慈濟志工潘惠珠協助蔡耀星戒酒、教他撿玫瑰石增加收入。失業曾長達五年的蔡耀星，最窘迫時戶頭僅有千餘元，直到2010年就業服務站安排，在花蓮市一家休閒會館教導小學生游泳，月薪有一萬七千元。2010年，他獲得全國身心障礙國民運動會自由式五十公尺金牌，兩年後又得全國身心障礙國民運動會仰式一百公尺銀牌。
未婚的蔡耀星和母親同住，書架上放著《五體不滿足》、《人生不設限》等勵志書籍。他希望能成立殘障游泳團傳承技藝，不想再靠別人接濟而是自己當一名游泳教練。
2012年4月，蔡耀星全國身心障礙運動會挑戰一百公尺蛙式成功八連霸，一金一銀獎金卻只有新台幣十萬五千元。8月中旬，颱風過後，蔡耀星對潘惠珠說想要撿玫瑰石賣。因蔡耀星心願是參加2016年夏季帕拉林匹克運動會，故想以撿拾玫瑰石在花蓮市重慶市場銷售來籌措旅費。16日當晚，母親以為沒回家的兒子去二姊家住，所以沒找人。18日早上8點多，一名在立霧溪錦文橋左岸溪床撿玫瑰石的富世村村民，在一池小水坑發現了蔡耀星遺體。警方初步調查可能蔡耀星在上游不慎滑倒落水，因頭部傷重無法自救，被溪流沖下卡於橋墩旁沙洲。
2012年8月22日，中華民國殘障聯盟以蔡耀星因要靠撿玫瑰石謀生而溺斃為例，提出四十四條建議，望政府幫助身心障礙者。